# ボランゴ語
ボランゴ語は、インドネシアのスラウェシ北東部で話されているフィリピン語群の言語。1981年には、20,000人（ボランゴで5,000人、アティンゴラで15,000人）の話者がいた。